# Coryphopterus hyalinus

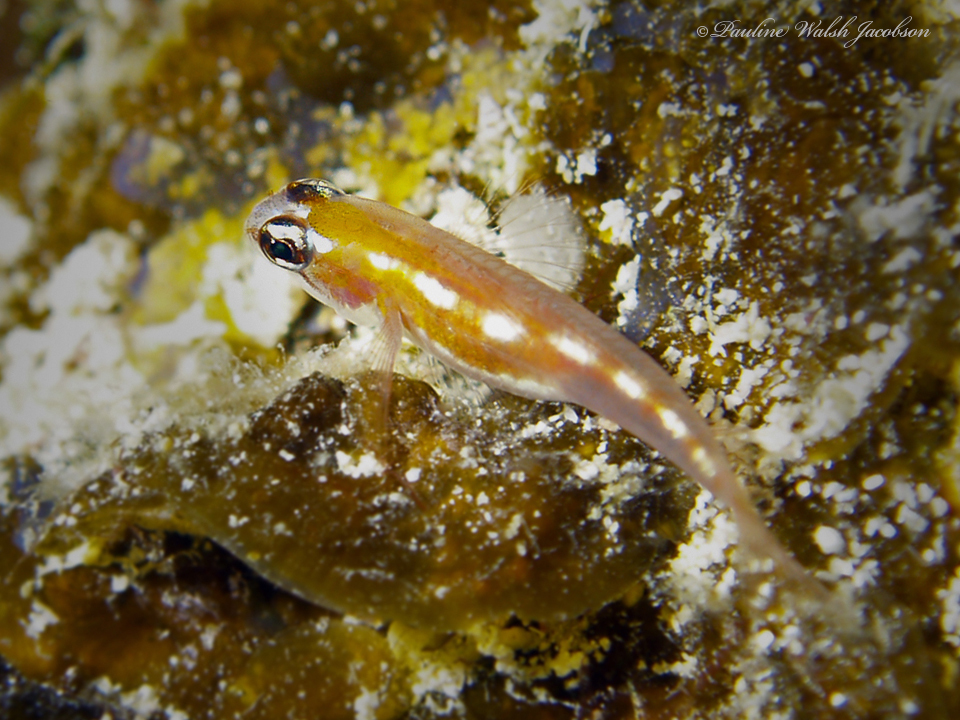
Fotografia d'un especimen de Coryphopterus hyalinus.

Coryphopterus hyalinus és una espècie de peix de la família dels gòbids i de l'ordre dels perciformes.

## Morfologia
Els mascles poden assolir els 2,5 cm de longitud total.

## Distribució geogràfica
Es troba des de Florida i les Bahames fins a l'Amèrica Central i les Petites Antilles.